# لبان (ردفان)

تعديل مصدري - تعديل

لبان هي إحدى قرى عزلة الحبيلين بمديرية ردفان التابعة لمحافظة لحج، بلغ تعداد سكانها 26 نسمة حسب تعداد اليمن لعام 2004.